# Дюна: Дом Атрейдесов
«Дюна: Дом Атрейдесов» — роман Брайана Герберта и Кевина Дж Андерсона, действия которого разворачиваются во вселенной, созданной Фрэнком Гербертом. Опубликован в 1999 году. Первый роман из «Прелюдии к Дюне» — трилогии приквелов к оригинальной «Дюне», написанной сыном автора.

## Сюжет
В данной части описывается последние годы правления императора Эльруда IX. Данный император был уже стар, поэтому его наследник Шаддам, улучив момент смог избавиться от него и захватить власть. Параллельно орден Бене Гессерит пытается завершить свой проект построения Квисатц Хадераха, для чего им надо скрестить враждующие роды Харконенов и Атрейдесов. Сначала всё идёт гладко, но потом своенравная преподобная мать своими действиями даёт повод Харконненам серьёзно их прижать и только глупость Раббана Харконена спасает их от неминуемой расправы да и ещё и помогает спасти Атрейдесов от незаслуженных обвинений. Другой план Бене Гессерит — женить Шаддама на своей воспитаннице. И почему доселе малоизвестные тлейлаксу обрели силу, чтобы попытаться захватить важный технологический центр империи — Икс?